# Priechod
Priechod (ungarisch Perhát – bis 1888 Priehod beziehungsweise Priechod) ist eine Gemeinde in der Mitte der Slowakei mit 1030 Einwohnern (Stand 31. Dezember 2024) und gehört zum Okres Banská Bystrica, einem Landkreis des Banskobystrický kraj.

## Geographie
Die Gemeinde befindet sich im Nordwestteil der Tallandschaft Horehronské podolie am Fuße des Gebirges Starohorské vrchy, am rechten Ufer der Ľupčica. Das Ortszentrum liegt auf einer Höhe von 460 m n.m. und ist neun Kilometer von Banská Bystrica entfernt.
Nachbargemeinden sind Baláže im Norden, Podkonice im Nordosten, Slovenská Ľupča im Südosten und Süden sowie Selce im Westen.

## Geschichte
Priechod wurde zum ersten Mal 1340 als Prochod als Teil des Herrschaftsgebiets der Burg Liptsch schriftlich erwähnt. Die Einwohner arbeiteten als Holzfäller und Fuhrmänner für die Neusohler Kammer sowie in der örtlichen Säge. 1828 zählte man 72 Häuser und 568 Einwohner; zu dieser Zeit war Priechod mehr landwirtschaftlich geprägt, dabei war Schafhaltung insbesondere verbreitet.
Bis 1918 gehörte der im Komitat Sohl liegende Ort zum Königreich Ungarn und kam danach zur Tschechoslowakei beziehungsweise heute Slowakei. In der ersten tschechoslowakischen Republik verkauften die Einwohnerinnen Käsesorten wie Parenica und Oštiepok im ganzen Land. Nach der Niederschlagung des Slowakischen Nationalaufstands im Zweiten Weltkrieg wurde das Dorf wegen Partisanenunterstützung von der Wehrmacht geplündert und in Brand gesetzt. Nach dem Kriegsende erfolgte der Wiederaufbau von Priechod.

## Bevölkerung
| Jahr                | 1994 | 2004    | 2014    | 2024     |
| ------------------- | ---- | ------- | ------- | -------- |
| Anzahl der Personen | 860  | 927     | 917     | 1030     |
| Unterschied         |      | +7,79 % | −1,07 % | +12,32 % |

| Jahr                | 2023 | 2024    |
| ------------------- | ---- | ------- |
| Anzahl der Personen | 1043 | 1030    |
| Unterschied         |      | −1,24 % |

Nach der Volkszählung 2011 wohnten in Priechod 893 Einwohner, davon 840 Slowaken und 4 Tschechen. 49 Einwohner machten keine Angabe zur Ethnie.
719 Einwohner bekannten sich zur römisch-katholischen Kirche, 27 Einwohner zur Evangelischen Kirche A. B., 3 Einwohner zur griechisch-katholischen Kirche, 2 Einwohner zu den Zeugen Jehovas und 1 Einwohner zur jüdischen Gemeinde. 71 Einwohner waren konfessionslos und bei 70 Einwohnern wurde die Konfession nicht ermittelt.

## Bauwerke und Denkmäler
- Kapelle aus dem Jahr 1833
- römisch-katholische Kirche aus dem Jahr 1971
- Gedenktafel für den Slowakischen Nationalaufstand